# دناتا
انجمن ملی ترابری هوایی دبی (به انگلیسی: Dubai National Air Transport Association) که به اختصار با عنوان دناتا معروف است یک شرکت اماراتی است که به ارائه خدمات فرودگاهی در پنج قاره مشغول است.

## تاریخچه
دناتا در سال ۱۹۵۹ در دبی، امارات متحده عربی با تنها پنج کارمند تاسیس شد و در سال ۱۹۹۳ به طور چشمگیری گسترش یافت. در دسامبر ۲۰۱۰، دناتا شرکت آلفا فلایت لیمیتد را خریداری کرد و این شرکت را برای پوشش ۶۲ فرودگاه در ۱۲ کشور گسترش داد. در ماه نوامبر سال ۲۰۱۵، دناتا شرکت آر ام گراند سرویسز را در برزیل خریداری کرد که این اتفاق موجب گسترش به ۸۴ کشور شد و بیش از ۱۵۰ شرکت هواپیمایی را اداره می‌کرد. 